# مقياس الجرعة الضيائية الحرارية

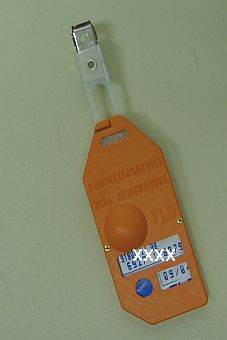

مقياس الجرعة الضيائية الحرارية (يرمز له TLD من Thermoluminescent dosimeter) عبارة عن نوع من مقياس جرعة الإشعاع، والذي يعتمد على قياس مدى التعرض للإشعاع المؤين عن طريق معرفة شدة الضوء المرئي الصادر عن بلورة عند تسخينها وذلك من خلال كاشف. تعتمد شدة الضوء الصادر على مدى التعرض للإشعاع.
من المواد الممتلكة لهذه الخاصية كل من فلوريد الكالسيوم وفلوريد الليثيوم وكبريتات الكالسيوم وبورات الكالسيوم وبروميد البوتاسيوم وغيرها من بلورات الأملاح اللاعضوية. إن البلورات المستخدمة تكون مشوبة بعناصر أخرى من أجل قباس الإشعاع.
إن أكثر نوعين مشهورين من البلورات المستخدمة في تركيب مقياس الجرعة الضيائية الحرارية هي فلوريد الكالسيوم وفلوريد الليثيوم. تستخدم بلورات فلوريد الكالسيوم من أجل قياس مدى التعرض لأشعة غاما، في حين أن فلوريد الليثيوم يستخدم من أجل تحديد مدى التعرض لإشعاع النيوترونات.

## مبدأ العمل
عند حدوث التآثر المتبادل بين الإشعاع والبلورات المستخدمة في مقياس الجرعة الضيائية الحرارية تكتسب الإلكترونات طاقة وتقفز إلى مستويات طاقة أعلى، حيث تحجز هناك نتيجة وجود تشويب مقصود في البلورة، والذي غالباً ما يكون من أيونات المنغنيز أو المغنسيوم. بعد ذلك تجرى عملية تسخين للبلورة، مما يؤدي إلى عودة الإلكترونات المحجوزة إلى حالتها القاعية، حيث تحرر بذلك فوتون له من الطاقة ما يعادل فرق الطاقة بين الحالة القاعية وبين مستوى الطاقة الذي حدث عنده الاحتجاز.
يمكن لهذه الإلكترونات المحتجزة أن تعود إلى المستوى القاعي دون إجراء عملية تسخين وذلك بعد مدة طويلة من الوقت. تدعى هذه الظاهرة حينها «الخبو» fading، وهي معتمدة على طاقة الإشعاع الوارد وعلى الخواص المميزة للمادة. نتيجة لذلك، فإن كل مادة لها عمر محدد للاستخدام لا يمكن بعده الحصول على معلومات تفيد بمدى التعرض للإشعاع. يتفاوت زمن الصلاحية هذا من عدة أسابيع إلى
حوالي السنتين، وذلك حسب المادة المستخدمة.